# Araya (Venezuela)
Pour les articles homonymes, voir Araya.
Araya est le chef-lieu de la municipalité de Cruz Salmerón Acosta dans l'État de Sucre au Venezuela, et se trouve à l'extrémité occidentale de la péninsule d'Araya
La ville est notamment connue pour ses marais salants, découvertes par Pedro Alonso Niño (es) et Cristóbal Guerra en février de l’an 1500, qui ont fait l'objet d'un film homonyme tourné en 1959 par Margot Benacerraf. C'est pour protéger les salines contre les incursions néerlandaises et britanniques que les espagnols décidèrent dès 1601 d'y construire une forteresse. Celle-ci fut édifiée à partir de 1622 après plusieurs raids de navires néerlandais. Cependant un séisme détruisit une partie importante de sa structure en 1684 qui la rendra définitivement inutilisable à un rôle défensif.